# جيريمياه دونوفان
جيريمياه دونوفان (بالإنجليزية: Jeremiah Donovan)‏ هو سياسي أمريكي، ولد في 18 أكتوبر 1857 في الولايات المتحدة، وتوفي في 22 أبريل 1935 في نوروولك في الولايات المتحدة. حزبياً، نشط في الحزب الديمقراطي. وقد انتخب عضو مجلس ولاية كونيتيكت وانتخب عضو مجلس نواب كونيتيكت وانتخب عضو مجلس النواب الأمريكي.